# 百武彗星 (C/1995 Y1)
百武彗星（ひゃくたけすいせい、Comet Hyakutake、C/1995 Y1）は、1995年12月に発見された長周期彗星である。
翌1996年1月に発見され大彗星となった百武彗星 (C/1996 B2)とは別の彗星であり、区別のためC/1995 Y1は百武第一彗星と呼ばれることがある。

## 発見
1995年12月26日早朝（JST）、鹿児島県隼人町（現霧島市）のアマチュア天文家百武裕司は、フジノンの15cm・25倍の大型双眼鏡を用いた彗星捜索中、うみへび座に10.5等級・視直径3.5分角の彗星状天体を発見した。天体の移動は確認できなかったが、新彗星の発見としてFAXと留守番電話で、兵庫県の中野主一（天文電報中央局・小惑星センターアソシエイツ）を通じて天文電報中央局に報告した。
確認観測は、翌27日早朝（JST）日本の小島卓雄と串田嘉男によって行われ、27日7時（JST）発行のIAUC6279によって新彗星C/1995 Y1としてアナウンスされた。

## 出現
彗星は、明け方の空を天の川に沿って北上し、近日点を通過した1996年2月にはへびつかい座、へび座（尾部）、わし座へと移動して7等台に達した。4月にペガスス座に移動する頃には10等級まで減光した。位置観測は1996年9月まで行われ、軌道には非重力効果が認められた。

## エピソード
- 発見者の百武は、発見から1か月後の1月31日朝（JST）、この彗星を観測中、発見位置に双眼鏡を向けてみたところ、そこには別の新彗星が存在していた。[6]のちに大彗星となる百武彗星 (C/1996 B2)であった。
- 2つの彗星を発見した場所には、現在有志により「彗星発見の碑」が建てられ、小さな広場として整備されている[7]。